# Első szerelem (televíziós sorozat, 2000)
Az Első szerelem (Primer amor... a mil por hora) egy mexikói telenovella amelyet a Televisa készített 2000 és 2001 között. Főszereplői: Anahí, Kuno Becker, Mauricio Islas, és Ana Layevska. A főcímdalt Lynda Thomas adja elő, melynek címe: A mil por hora. Magyarországon elsőként az TV2 kereskedelmi csatorna tűzte műsorára 2004. május 21-én.

## Történet
|  | Alább a cselekmény részletei következnek! |

A sorozat főhőse Jovana Luna (Anahí), aki egy 15 éves fiatal lány, tanuló, de iskola mellett pincérnőként is dolgozik. Három lánytestvér közül ő a középső és a szülők kedvence is egyben. Nővére, Priscila (Arleth Terán), pont emiatt gyűlöli, hogy nem ő a kedvenc legidősebbként. Húga, Sabrina (Daniela Luján), még kisiskolás. Szüleikkel mind egy házban laknak és a mindennapi konfliktusok elkerülhetetlenek. Jovana nagy szerelme az autószerelő León Baldomero (Kuno Becker).
León úgyszintén testvéreivel és apjával lakik együtt, anyja meghalt pár éve. León is tanul, mérnöknek készül, minden szabadidejét apja autószerelő műhelyében tölti. A három testvér közül ő a legidősebb. Öccse, Bruno (José María Torre) színész szeretne lenni. Viszonyuk meglehetősen jó, de apjukkal akad azért konfliktusuk.
Jovana legjobb barátnője Marina (Ana Layevska), aki a híres színésznő, Pilar Camargo (Mariagna Prats) lánya. Apja egy üzletember, aki sokat van távol otthonról, és így ő szeretethiányban szenved. Pilarnak van egy unokaöccse, Demián (Mauricio Islas), aki az ő pénzéből él és szemet vet Jovanára, és mivel nem ismer akadályt, úgy dönt, megszerzi magának a lányt.
A sorozat León és Demián harcát mutatja be Jovanáért. León ellen áskálódik Jovana anyja Catalina (Leticia Perdigón), mert meggyőződése, hogy León egy semmirekellő. Priscila pedig Jovana ellen, mert gyűlöli, és féltékeny is húgára. Egyik nap Demián felkeresi Jovanát az étteremben, ahol dolgozik, és szájon csókolja őt. León is éppen akkor érkezik, meglátja őket és összeverekedik Demiánnal. Ezután később megint összezörrennek, és Demián kihívja Leónt egy autóversenyre.
|  | Itt a vége a cselekmény részletezésének! |

## Szereposztás
| Színész(nő)           | Szerepnév                  | Magyar Hang          |
| --------------------- | -------------------------- | -------------------- |
| Anahí                 | Jovana Luna                | Zakariás Éva         |
| Kuno Becker           | León Baldomero             | Markovics Tamás      |
| Mauricio Islas        | Demián Ventura             | Barát Attila         |
| Ana Layevska          | Marina Iturriaga           | Solecki Janka        |
| José Elías Moreno     | Esteban Luna               | Bácskai János        |
| Leticia Perdigón      | Catalina Guerra de Luna    | Kocsis Mariann       |
| Arleth Terán          | Priscila Luna              | Csondor Kata         |
| Daniela Luján         | Sabrina Luna               | Bogdányi Titanilla   |
| Manuel «Flaco» Ibáñez | Conrado Baldomero          | Pálfai Péter         |
| José María Torre      | Bruno Baldomero            | Dányi Krisztián      |
| Alexa Damián          | Emilia Baldomero           | Závodszky Noémi      |
| Arturo García Tenorio | Indalesio Cano             | Sótonyi Gábor        |
| Rafael Bazán          | Morrito Cano               | Molnár Levente       |
| Sebastián Ligarde     | Antonio Iturriaga          | Sörös Sándor         |
| Mariagna Prats        | Pilar Camargo de Iturriaga | Náray Erika          |
| Héctor Gómez          | Fernán Camargo             | Szersén Gyula        |
| Blanca Sánchez        | Andrea Camargo de Ventura  | Andresz Kati         |
| Valentino Lanús       | Imanol Jáuregui Tasso      | Holl Nándor          |
| Fabián Robles         | Santiago «Iguana» García   | Crespo Rodrigo       |
| Socorro Bonilla       | Milagros García            | Makay Andrea         |
| Beatriz Moreno        | Benita Morales             | Némedi Mari          |
| Liuba de Lasse        | Lourdes «Lulu» Durán       | Mánya Zsófia         |
| Kika Edgar            | Olivia                     | Mezei Kitty          |
| Enrique Borja Baena   | Richard                    | Pálmai Szabolcs      |
| Sebastián Rulli       | Mauricio                   | Moser Károly         |
| Lucero Lander         | Inés                       | Hirling Judit        |
| Laisha Wilkins        | Tamara                     |                      |
| Felipe Nájera         | Valente Montijo            | Megyeri János        |
| Gabriela Cano         | Melissa Molina             | Böhm Anita           |
| Damián Mendiola       | Vinnie Montijo             | Bartucz Attila       |
| Ricardo Chávez        | Sebastián Olivares         | Csík Csaba Krisztián |

## Verziók
- Az 1987-es Quinceañera a Televisától, Carla Estrada producertől. Főszereplői: Adela Noriega, Ernesto Laguardia és Thalía
- 2012-ben került adásba az újabb remake, szintén a Televisától, Pedro Damián producertől. Főszereplői: Danna Paola, Eleazar Gómez és Natasha Dupeyrón.

## Érdekességek
- Néhány helyen A mil por hora cím előfordul A 1000 X hora címmel is.
- Leónak egy 1973-as Ford Mustang Mach 1 típusú autója van.
- Demiának egy 2000-es BMW 3 Series típusú autója van.
- Laisha Wilkins és Kuno Becker már együtt szerepeltek a Soñadoras – Szerelmes álmodozók sorozatban.
- Külföldön Anahí nagyon ismert énekesnőként is.
- Aitor Iturrioz és Mauricio Aspe már játszottak együtt a Szeretni bolondulásig sorozatban, ahol testvérek voltak.

## Zenei CD
- A sorozat zenei CD-je, 2001. május 8-án jelent meg, Primer Amor a 1000 X Hora címmel.
- Tartalma:

1. Lynda Thomas: A 1000 X Hora
2. Anahí & Kuno Becker: Juntos
3. Alexa Damián: Pierdo el Control
4. Irán Castillo: Y Pienso en Tí (Remix)
5. Irán Castillo: 1 Segundo
6. Valentino Lanus: Por Tí
7. India (Instrumental)
8. Grupo Exterminador: El Corrido de la Chonta
9. Fabián Robles: Cholo
10. Anahí: Primer Amor (Remix)
11. Ana Layevska: Inocência
12. Mariana Seoane: Hacia el Sur
13. José María Torre: Prisionero
14. Lynda Thomas: Laberint

- Műfaj: Pop, latin zene
- Kiadó: EMI Televisa

## Díjak

### TVyNovelas 2001
- Legjobb női szereplő: Arleth Terán
- Legjobb női felfedezett: Ana Layevska
- Legjobb férfi felfedezett: Valentino Lanus
- Legjobb operatőr: Carlos Sánchez Ross és Vivian Sánchez Ross
- Legjobb akciós képsor: Kuno Becker és Mauricio Islas
- Legjobb verekedés: Kuno Becker és Mauricio Islas
- Legjobb csók: Ana Layevska és Valentino Lanus

### Eres 2001
- Legjobb fiatal női főszereplő: Anahí
- Legjobb páros: Ana Layevska és Valentino Lanus
- Legjobb telenovella főcímdal: A mil por hora

## Szinkronstáb
- Főcím, szövegek, stáblista felolvasása: Bozai József
- Magyar szöveg: Németh Renáta
- Hangmérnök: Hajzler László
- Vágó: José Francisco Lattes
- Gyártásvezető: Vetzel Zoltán
- Szinkronrendező: Mauchner József
- Szinkronstúdió: Masterfilm Digital Kft.
- Megrendelő: TV2

## Fordítás
- Ez a szócikk részben vagy egészben  a   Primer amor (telenovela) című spanyol Wikipédia-szócikk fordításán alapul.  Az eredeti cikk szerkesztőit annak laptörténete sorolja fel. Ez a jelzés csupán a megfogalmazás eredetét és a szerzői jogokat jelzi, nem szolgál a cikkben szereplő információk forrásmegjelöléseként.